# Quintilian Borren
Quintilian Borren OFM (* 30. Januar 1855 in Kleinenbroich; † 8. Juni 1927 in Mönchengladbach) war ein deutscher Laienbruder im Franziskanerorden und Architekt.

## Leben
Der gelernte Schreiner wurde 1880 in Harreveld bei Winterswijk (Niederlande) Mitglied des franziskanischen Dritten Ordens, am 24. Mai 1885 wurde er ebenfalls in Harreveld in die Sächsische Provinz (Saxonia) des Franziskanerordens aufgenommen und erhielt den Ordensnamen Quintilian. 1889 legte er die feierliche Profess ab. Ab 1891 ging er für etwa zehn Jahre nach Brasilien, wo seine Ordensprovinz zur selben Zeit in der Mission tätig wurde. Um 1901 kehrte er nach Europa zurück und lebte in den Konventen Moresnet, Düsseldorf und Vlodrop. Von 1908 bis 1920 war er im Kloster in Mühlen und dann bis zu seinem Tod wieder in Vlodrop. Im Ersten Weltkrieg war er als Krankenpfleger tätig. Er starb im Maria-Hilf-Krankenhaus in Mönchengladbach.
Quintilian Borren entwarf die Pläne für mehrere Franziskanerklöster der Saxonia und leitete die Bauarbeiten. Auch außerhalb seiner Ordensprovinz war er als Berater für Ordensbauten gefragt und galt als sparsamer und fachlich versierter Architekt von grundsoliden, zweckmäßigen Bauwerken. Dabei war er keinem Baustil besonders verpflichtet; er orientierte sich an barocken Klostergrundrissen und bei den Kirchenbauten an der Formensprache der Neuromanik und Neugotik, die am Ende des 19. Jahrhunderts als die legitimen Kirchenbaustile galten. Bei den großen Klosterbauten sind formale Annäherungen an zeitgenössische Industrie- und Schulbauten zu erkennen, das kleine Kloster in Mühlen erinnert an Siedlungshäuser für Arbeiter. Das Exerzitienhaus in Werl wies Elemente der Jugendstilarchitektur auf. Quintilian Borren selber bemühte sich, fachlich sauber ausgeführte Bauwerke zu schaffen, bei denen er in franziskanischer Schlichtheit architektonische Schmuckformen nur sparsam einsetzte.

## Bauten

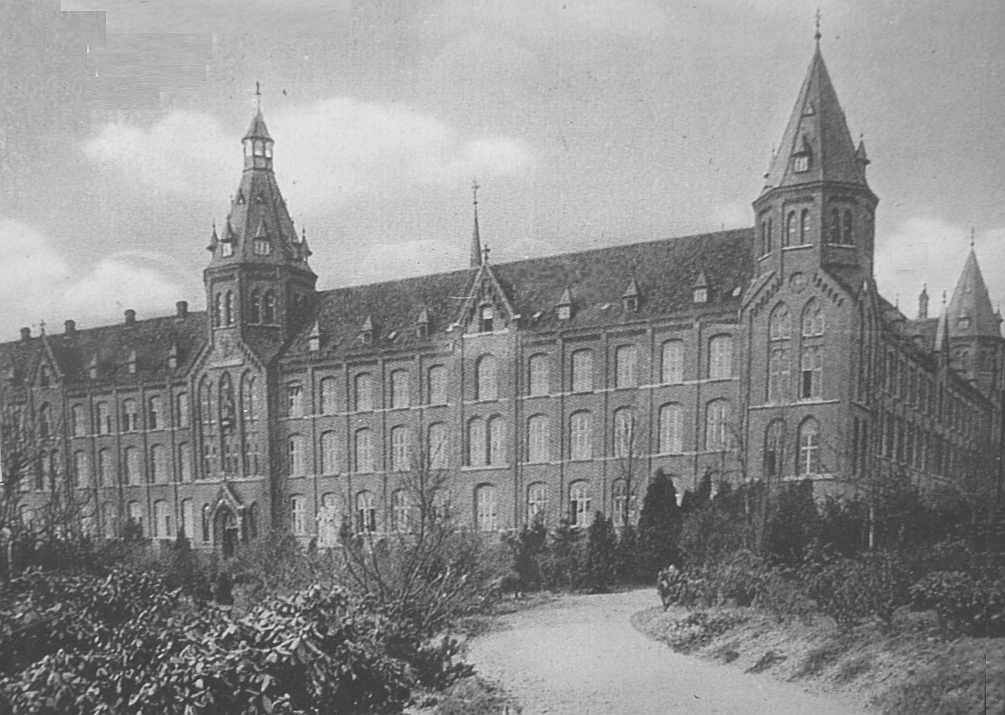
Das Kolleg St. Ludwig um 1910

Folgende Bauten entstanden unter seiner Leitung.: 
- Kirche und Kollegsflügel in Harreveld (1885)
- Franziskanerkloster in Blumenau (Brasilien)
- Franziskanerkloster in Petrópolis (Brasilien)
- Franziskanerkloster in Bleyerheide (Kerkrade) (wahrscheinlich zwischen 1881 und 1885)
- Kolleg St. Ludwig in Vlodrop (1905–1909)
- Kirche St. Bonaventura und Kloster in Mühlen (Steinfeld) (1909/1910)
- Exerzitienhaus in Werl (1912/13)[3]
- Klarissenkloster in Bad Neuenahr (1927 eingeweiht)
- Franziskanerkloster Lugano (Italien) (Bauleitung, Rückkehr im August 1926).